# Jaskinia Siedlecka
Jaskinia Siedlecka (również Jaskinia na Dupce) – jaskinia pod szczytem wzniesienia Dupka w miejscowości Siedlec w województwie śląskim, w powiecie częstochowskim, w gminie Janów. Pod względem geograficznym Dupka jest jednym ze wzniesień Wyżyny Częstochowskiej w obrębie Jury Krakowsko-Częstochowskiej.

## Opis jaskini
Ma trzy otwory zlokalizowane w pobliżu szczytu Dupki. Główny otwór u północnej podstawy niewielkiej skały ma rozmiary 5 × 8 m i postać studni. Trzy jej ściany są pionowe, ale północna jest silnie pochyła i możliwa do bezpiecznego zejścia dzięki tarasom. Od jej dna prowadzi korytarz o długości około 10 m, szerokości 7 m i wysokości 5 m. Jaskinia posiada jeszcze boczne korytarzyki, tak, że łączna jej długość wynosi 52 m, a deniwelacja 18 m. Górna część jaskini jest oświetlona, dzięki czemu na jej ścianach i dnie rosną rośliny: porzeczka skalna, zanokcica skalna, kopytnik pospolity, bodziszek cuchnący, żywiec dziewięciolistny, zawilec gajowy, szczyr trwały, a w miejscach bardziej zacienionych mchy i wątrobowce. Górna i środkowa część jaskini w zimie zamarzają, dopiero dolna ma jaskiniowy klimat ze stałą temperaturą i wilgotnością. Znajdowano w tej części jaskini zimujące motyle, jak: szczerbówka ksieni i Triphosa dubitata.
Około 100 m na południowy wschód od Jaskini Siedleckiej znajduje się niewielkie Schronisko obok Jaskini Siedleckiej. Schronisko to wraz z Jaskinią Siedlecką znajdują się w Centralnym Rejestrze Geostanowisk Polski pod nazwą Jaskinia na Dupce (Siedlecka).

## Historia poznania
Miejscowej ludności jaskinia znana była od dawna. W piśmiennictwie po raz pierwszy pisał o niej A. Waga w 1855 r. Wówczas otwór wejściowy jaskini był w dużym stopniu zawalony kamieniami. Na polecenie miejscowego dziedzica kamienie uprzątnięto i wykonano schodki w celu łatwiejszego wejścia do jaskini. W 1856 r. jaskinię opisywał A. Wiślicki, w 1874 wzmiankowano ją w „Tygodniku Ilustrowanym”, w 1878 wymienił ją w zbiorczym opracowaniu A. Gruszecki. Plan jaskini opracował M. Czepiel.
Jest to jaskinia stosunkowa łatwa do zwiedzania, niewymagająca specjalistycznego sprzętu i przygotowania.

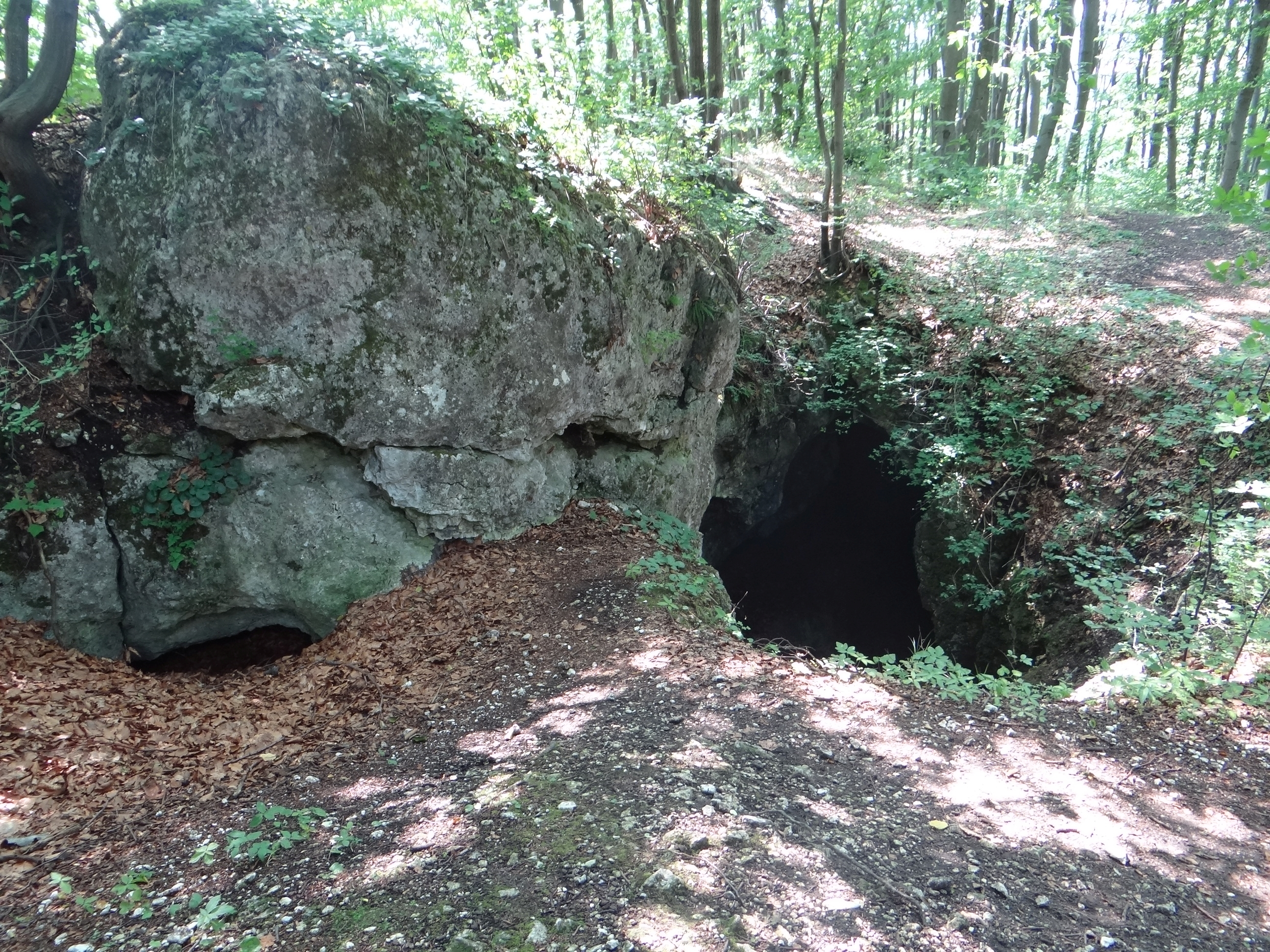
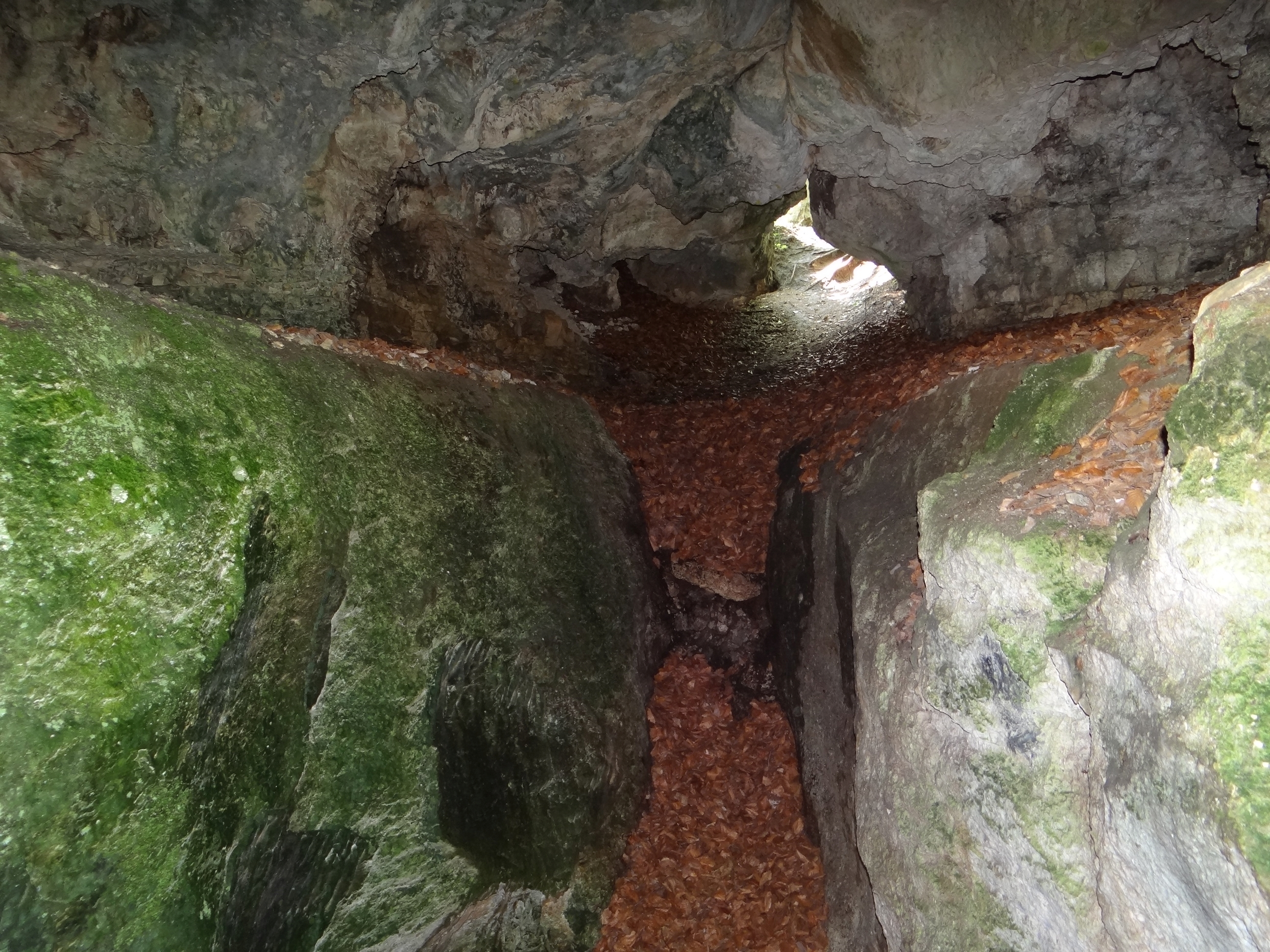
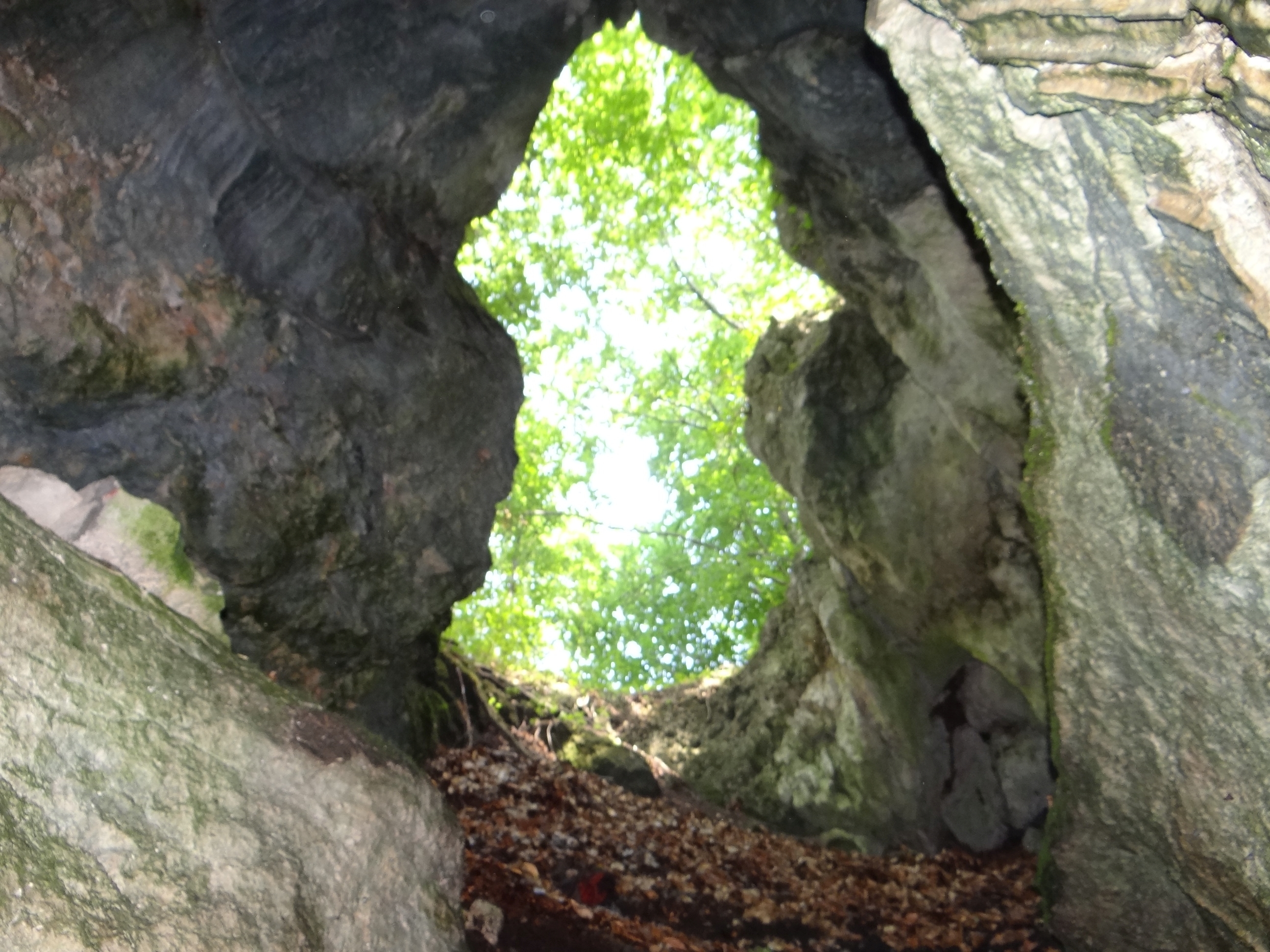
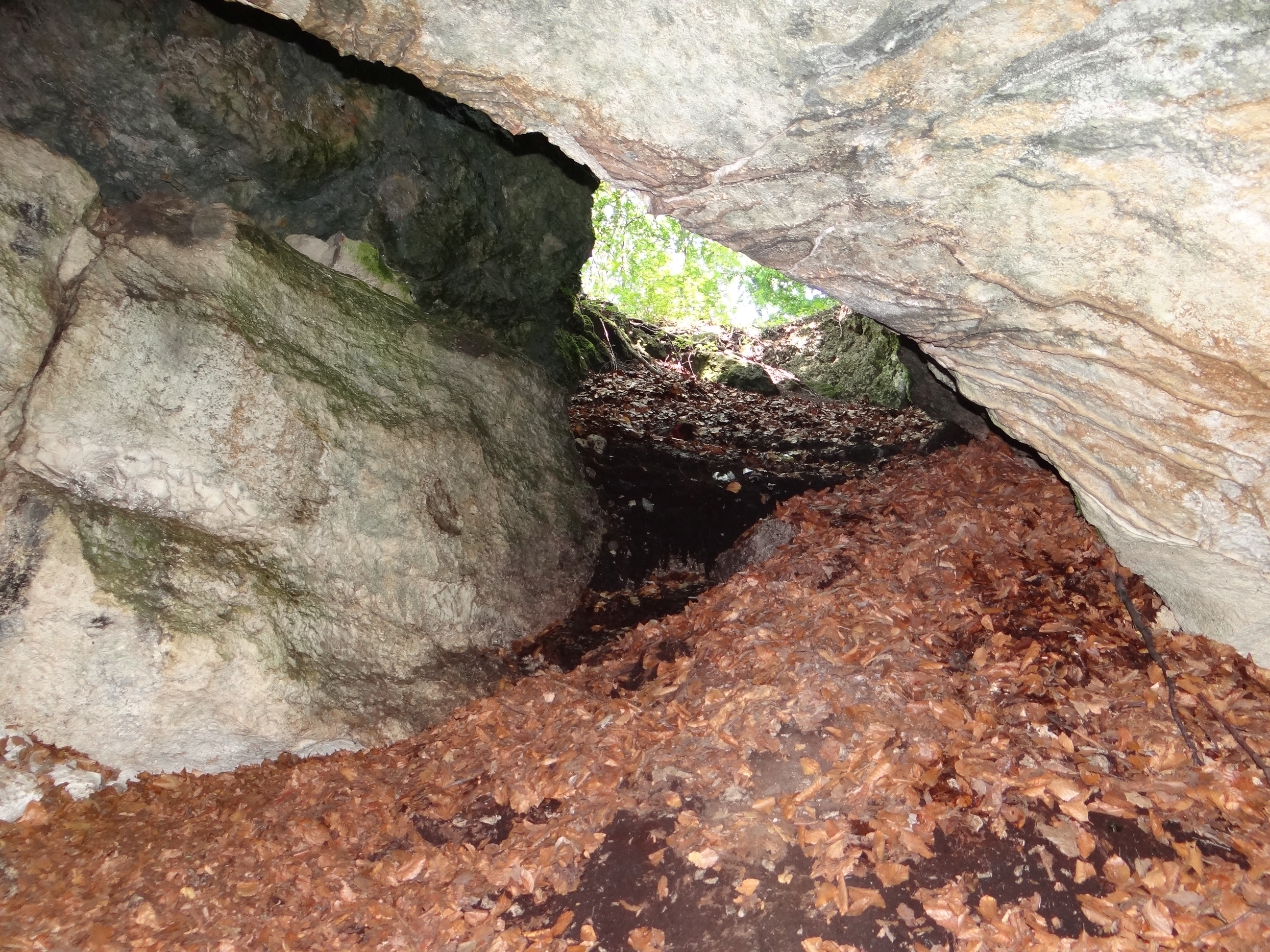
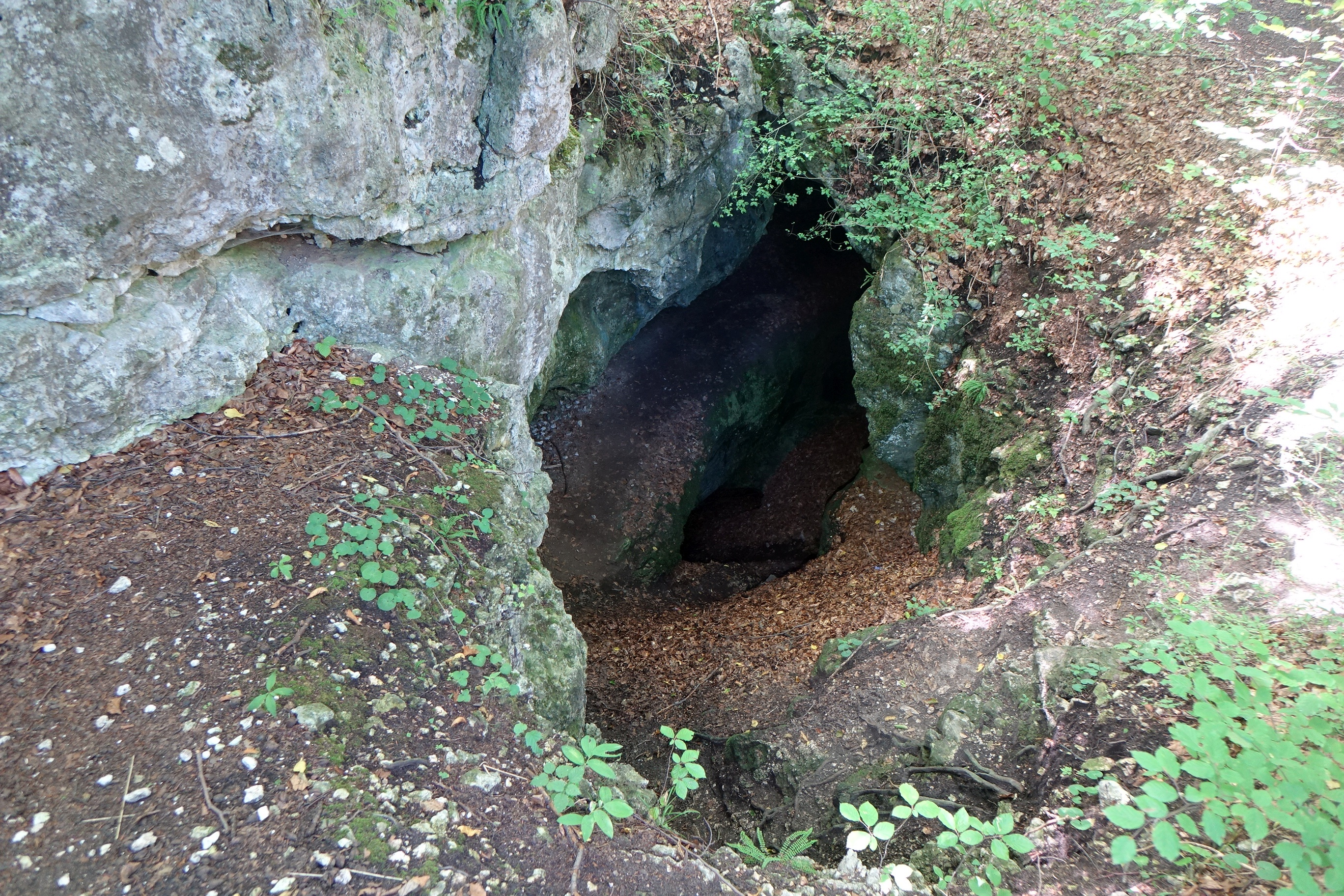